# Mistrovství Československa v orientačním běhu 1988
Mistrovství Československé socialistické republiky v orientačním běhu proběhlo v roce 1988 ve dvou individuálních a jedné týmové disciplíně.

## Mistrovství ČSSR jednotlivců (klasická trať)
| Datum závodu   | 24. 9. 1988 |  | Místo konání    | Nevizdany |  | Pořadatel       | VŠP Nitra |
| Ředitel závodu |             |  | Hlavní rozhodčí |           |  | Stavitelé tratí |           |
| Název mapy     | Húšť        |  | Web závodu      |           |  | Výsledky závodu |           |

| Zkrácené výsledky             | Zkrácené výsledky       | Zkrácené výsledky               | Zkrácené výsledky       | Zkrácené výsledky       | Zkrácené výsledky | Zkrácené výsledky          | Zkrácené výsledky               | Zkrácené výsledky       | Zkrácené výsledky       |
| Pořadí                        | H21 – muži              | H21 – muži                      | H21 – muži              | H21 – muži              | Pořadí            | D21 – ženy                 | D21 – ženy                      | D21 – ženy              | D21 – ženy              |
| ----------------------------- | ----------------------- | ------------------------------- | ----------------------- | ----------------------- | ----------------- | -------------------------- | ------------------------------- | ----------------------- | ----------------------- |
| Zlatá medaile                 | Jozef Pollák            | Akademik TU Košice              | 1:18:24                 |                         | Zlatá medaile     | Iva Kalibánová             | OK Lokomotiva Pardubice         | 1:11:48                 |                         |
| Stříbrná medaile              | Martin Tichovský        | VSK ČVUT Fakulta Stavební Praha | 1:21:00                 | +2:36                   | Stříbrná medaile  | Jana Galíková              | VŠZ Brno                        | 1:13:43                 | +1:55                   |
| Bronzová medaile              | Petr Vavrys             | VŠZ Brno                        | 1:22:27                 | +4:03                   | Bronzová medaile  | Hana Přibylová             | VSK ČVUT Fakulta Stavební Praha | 1:14:16                 | +2:28                   |
| 4                             | Aleš Macháček           | USK Praha                       | 1:22:55                 | +4:31                   | 4                 | Jana Smutná                | OOB Vamberk                     | 1:15:26                 | +3:38                   |
| 5                             | Zdeněk Zuzánek          | USK Praha                       | 1:24:58                 | +6:34                   | 5                 | Iveta Hanslíková           | VSK VŠB TU Ostrava              | 1:16:07                 | +4:19                   |
| 6                             | Jiří Urválek            | VŠZ Brno                        | 1:25:00                 | +6:36                   | 6                 | Magda Horová               | USK Praha                       | 1:16:55                 | +5:07                   |
| 7                             | Luděk Pavelek           | TJ Opava                        | 1:02:25                 | +-16:01                 | 7                 | Pavlína Lejsková-Bacílková | USK Praha                       | 1:19:59                 | +8:11                   |
| 8                             | Josef Hubáček           | Dukla Trenčín                   | 1:26:43                 | +8:19                   | 8                 | Jana Uchytilová            | USK Praha                       | 1:20:02                 | +8:14                   |
| 9                             | Václav Řápek            | USK Praha                       | 1:27:17                 | +8:53                   | 9                 | Dana Tišerová              | TJ Jičín                        | 1:20:33                 | +8:45                   |
| 10                            | Jiří Hlaváč             | VŠZ Brno                        | 1:27:37                 | +9:13                   | 10                | Paulína Májová             | KOBRA Bratislava                | 1:22:45                 | +10:57                  |
| Pořadí                        | H19 – junioři           | H19 – junioři                   | H19 – junioři           | H19 – junioři           | Pořadí            | D19 – juniorky             | D19 – juniorky                  | D19 – juniorky          | D19 – juniorky          |
| Zlatá medaile                 | Tomáš Podmolík          | VŠZ Brno                        | 1:06:58                 |                         | Zlatá medaile     | Dagmar Abelová             | OK Jiskra Nový Bor              | 1:15:23                 |                         |
| Stříbrná medaile              | Tomáš Kovářík           | VSK VŠB TU Ostrava              | 1:07:29                 | +0:31                   | Stříbrná medaile  | Andrea Zbodáková           | OK Jiskra Nový Bor              | 1:16:53                 | +1:30                   |
| Bronzová medaile              | Jan Gajda               | USK Praha                       | 1:12:07                 | +5:09                   | Bronzová medaile  | Šárka Burýšková            | USK Praha                       | 1:19:18                 | +3:55                   |
| Pořadí                        | H17 – starší dorostenci | H17 – starší dorostenci         | H17 – starší dorostenci | H17 – starší dorostenci | Pořadí            | D17 – starší dorostenky    | D17 – starší dorostenky         | D17 – starší dorostenky | D17 – starší dorostenky |
| Zlatá medaile                 | Jan Drbal               | SK Praga                        | 1:05:55                 |                         | Zlatá medaile     | Marcela Kubatková          | TJ TŽ Třinec                    | 45:03                   |                         |
| Stříbrná medaile              | Rudolf Ropek            | Rudá hvězda Hradec Králové      | 1:06:09                 | +0:14                   | Stříbrná medaile  | Lenka Majorová             | TJ Baník Ostrava OKD            | 49:51                   | +4:48                   |
| Bronzová medaile              | Alexandr Toloch         | TJ Opava                        | 1:06:32                 | +0:37                   | Bronzová medaile  | Jana Cieslarová            | TJ TŽ Třinec                    | 51:12                   | +6:09                   |
| Pořadí                        | H15 – mladší dorostenci | H15 – mladší dorostenci         | H15 – mladší dorostenci | H15 – mladší dorostenci | Pořadí            | D15 – mladší dorostenky    | D15 – mladší dorostenky         | D15 – mladší dorostenky | D15 – mladší dorostenky |
| Zlatá medaile                 | Libor Zřídkaveselý      | Centrum volného času Brno       | 45:08                   |                         | Zlatá medaile     | Hana Šidlová               | TJ Gottwaldov                   | 38:07                   |                         |
| Stříbrná medaile              | Aleš Linhart            | OOB TJ Slovan Luhačovice        | 47:37                   | +2:29                   | Stříbrná medaile  | Marcela Jančová            | OOB TJ Slovan Luhačovice        | 38:48                   | +0:41                   |
| Bronzová medaile              | Pavel Milán             | KOS TJ Tesla Brno               | 49:51                   | +4:43                   | Bronzová medaile  | Hana Suchánková            | OOB TJ Slezan Opava             | 38:51                   | +0:44                   |
| << předchozí • následující >> |                         |                                 |                         |                         |                   |                            |                                 |                         |                         |

Souhrnné informace naleznete v článku Mistrovství Československa v orientačním běhu na klasické trati.

## Mistrovství ČSSR na dlouhé trati
| Datum závodu   | 1. 10. 1988 |  | Místo konání    | Trutnov-Nové Dvory • aréna |  | Pořadatel       | TJ Lokomotiva Trutnov |
| Ředitel závodu |             |  | Hlavní rozhodčí |                            |  | Stavitelé tratí |                       |
| Název mapy     | Baba        |  | Web závodu      |                            |  | Výsledky závodu |                       |

| Zkrácené výsledky             | Zkrácené výsledky       | Zkrácené výsledky               | Zkrácené výsledky       | Zkrácené výsledky       | Zkrácené výsledky | Zkrácené výsledky       | Zkrácené výsledky               | Zkrácené výsledky       | Zkrácené výsledky       |
| Pořadí                        | H21 – muži              | H21 – muži                      | H21 – muži              | H21 – muži              | Pořadí            | D21 – ženy              | D21 – ženy                      | D21 – ženy              | D21 – ženy              |
| ----------------------------- | ----------------------- | ------------------------------- | ----------------------- | ----------------------- | ----------------- | ----------------------- | ------------------------------- | ----------------------- | ----------------------- |
| Zlatá medaile                 | Jiří Hlaváč             | VŠZ Brno                        | 2:59:05                 |                         | Zlatá medaile     | Iva Kalibánová          | OK Lokomotiva Pardubice         | 2:01:12                 |                         |
| Stříbrná medaile              | Petr Henych             | VSK ČVUT Fakulta Stavební Praha | 3:02:50                 | +3:45                   | Stříbrná medaile  | Hana Přibylová          | VSK ČVUT Fakulta Stavební Praha | 2:02:39                 | +1:27                   |
| Bronzová medaile              | Radan Kamenický         | TJ Nové Město na Moravě         | 3:04:59                 | +5:54                   | Bronzová medaile  | Ada Kuchařová           | KOS TJ Tesla Brno               | 2:07:03                 | +5:51                   |
| 4                             | Luboš Semík             | VSK ČVUT Fakulta Stavební Praha | 3:07:22                 | +8:17                   | 4                 | Jana Smutná             | OOB Vamberk                     | 2:10:35                 | +9:23                   |
| 5                             | Vlastimil Šebesta       | KOS TJ Tesla Brno               | 3:11:35                 | +12:30                  | 5                 | Dana Tišerová           | TJ Jičín                        | 2:11:54                 | +10:42                  |
| 6                             | Milan Novotný           | VŠZ Brno                        | 3:15:28                 | +16:23                  | 6                 | Jana Uchytilová         | USK Praha                       | 2:15:59                 | +14:47                  |
| 7                             | Petr Utinek             | VSK ČVUT Fakulta Stavební Praha | 3:19:52                 | +20:47                  | 7                 | Pavlína Májová          | KOBRA Bratislava                | 2:16:50                 | +15:38                  |
| 8                             | Vlastimil Uchytil       | VSK VŠB TU Ostrava              | 3:20:06                 | +21:01                  | 8                 | Iva Kuderová            | VŠZ Brno                        | 2:20:25                 | +19:13                  |
| 9                             | Jaromír Šrámek          | Lokomotiva Šumperk              | 3:22:19                 | +23:14                  | 9                 | Iveta Hanslíková        | VSK VŠB TU Ostrava              | 2:22:57                 | +21:45                  |
| 10                            | Marek Nosko             | Akademik TU Košice              | 3:26:12                 | +27:07                  | 10                | Zuzana Henychová        | VSK ČVUT Fakulta Stavební Praha | 2:30:00                 | +28:48                  |
| Pořadí                        | H19 – junioři           | H19 – junioři                   | H19 – junioři           | H19 – junioři           | Pořadí            | D19 – juniorky          | D19 – juniorky                  | D19 – juniorky          | D19 – juniorky          |
| Zlatá medaile                 | Martin Sadílek          | VSK VŠB TU Ostrava              | 1:54:11                 |                         | Zlatá medaile     | Mária Honzová           | TJ TŽ Třinec                    | 2:11:51                 |                         |
| Stříbrná medaile              | Tomáš Podmolík          | VSK Mendelu Brno                | 1:58:08                 | +3:57                   | Stříbrná medaile  | Dagmar Abelová          | OK Jiskra Nový Bor              | 2:15:14                 | +3:23                   |
| Bronzová medaile              | Jan Šidla               | VSK Mendelu Brno                | 2:00:15                 | +6:04                   | Bronzová medaile  | Šárka Burýšková         | USK Praha                       | 2:17:36                 | +5:45                   |
| Pořadí                        | H17 – starší dorostenci | H17 – starší dorostenci         | H17 – starší dorostenci | H17 – starší dorostenci | Pořadí            | D17 – starší dorostenky | D17 – starší dorostenky         | D17 – starší dorostenky | D17 – starší dorostenky |
| Zlatá medaile                 | Tomáš Prokeš            | KOS Slavia Plzeň                | 1:31:04                 |                         | Zlatá medaile     | Jana Cieslarová         | TJ TŽ Třinec                    | 1:29:20                 |                         |
| Stříbrná medaile              | Rudolf Ropek            | Rudá hvězda Hradec Králové      | 1:33:21                 | +2:17                   | Stříbrná medaile  | Marcela Kubatková       | TJ TŽ Třinec                    | 1:32:13                 | +2:53                   |
| Bronzová medaile              | Alexandr Toloch         | TJ Opava                        | 1:34:35                 | +3:31                   | Bronzová medaile  | Gabriela Čechová        | TJ Baník Ostrava OKD            | 1:38:01                 | +8:41                   |
| << předchozí • následující >> |                         |                                 |                         |                         |                   |                         |                                 |                         |                         |

Souhrnné informace naleznete v článku Mistrovství Československa na dlouhé trati.

## Mistrovství ČSSR štafet
Náhradní závod za mistrovství štafet při MČR jednotlivců 25. 9. 1988, zrušené z důvodu pobodání mnoha závodníků sršni.
| Datum závodu   | 28. 10. 1988  |  | Místo konání    | Úbislavice - Zboří • aréna |  | Pořadatel       | TJ Jičín                  |
| Ředitel závodu | Jiří Ticháček |  | Hlavní rozhodčí | Jan Prášil                 |  | Stavitelé tratí | Jan Prášil, Jiří Ticháček |
| Název mapy     | Buš II        |  | Web závodu      |                            |  | Výsledky závodu |                           |

| Zkrácené výsledky             | Zkrácené výsledky                                                        | Zkrácené výsledky | Zkrácené výsledky | Zkrácené výsledky | Zkrácené výsledky                                                                | Zkrácené výsledky | Zkrácené výsledky | Zkrácené výsledky | Zkrácené výsledky |
| Pořadí                        | H21 – muži                                                               | H21 – muži        | H21 – muži        | Pořadí            | D21 – ženy                                                                       | D21 – ženy        | D21 – ženy        |                   |                   |
| ----------------------------- | ------------------------------------------------------------------------ | ----------------- | ----------------- | ----------------- | -------------------------------------------------------------------------------- | ----------------- | ----------------- | ----------------- | ----------------- |
| Zlatá medaile                 | USK Praha Petr Kozák Aleš Macháček Zdeněk Zuzánek                        | 2:57:56           |                   | Zlatá medaile     | TJ Jičín Marcela Svobodová Dana Tišerová Helena Matoušová                        | 2:50:34           |                   |                   |                   |
| Stříbrná medaile              | VSK ČVUT Fakulta Stavební Praha Luboš Semík Martin Tichovský Petr Henych | 3:01:30           | +3:34             | Stříbrná medaile  | TJ TŽ Třinec Marcela Kubatková Mária Honzová Jana Cieslarová                     | 2:51:15           | +0:41             |                   |                   |
| Bronzová medaile              | VSK Mendelu Brno Šidla Petr Višňa Tomáš Podmolík                         | 3:03:14           | +5:18             | Bronzová medaile  | USK Praha Magda Horová Pavlína Bacílková Šárka Burýšková                         | 2:51:21           | +0:47             |                   |                   |
| 4                             | TJ TŽ Třinec Karel Hovořák Szymanik Jaroslav Kačmarčík                   | 3:05:42           | +7:46             | 4                 | VSK ČVUT Fakulta Stavební Praha Zuzana Henychová Jitka Pelikánová Hana Přibylová | 2:56:56           | +6:22             |                   |                   |
| 5                             | TJ Akademik TU Košice Marek Nosko Peter Barcík Jozef Pollák              | 3:08:49           | +10:53            | 5                 | TJ Gottwaldov Jana Hájová Hana Čižmářová Věra Krajčová                           | 3:05:08           | +14:34            |                   |                   |
| Pořadí                        | H17 – dorostenci                                                         | H17 – dorostenci  | H17 – dorostenci  | Pořadí            | D17 – dorostenky                                                                 | D17 – dorostenky  | D17 – dorostenky  |                   |                   |
| Zlatá medaile                 | Rudá hvězda Hradec Králové Jaroslav Rygl Pavel Háp Rudolf Ropek          | 2:26:32           |                   | Zlatá medaile     | Jizerský klub OB Frýdlant Michaela Vomelová Silvie Košková Radka Leiblová        | 2:36:38           |                   |                   |                   |
| Stříbrná medaile              | TJ Gottwaldov Tomáš Zrník Vít Urbanec Pavel Žemlík                       | 2:28:11           | +1:39             | Stříbrná medaile  | TJ Jičín Jana Erlebachová Jana Zichová Lenka Majorová                            | 2:39:16           | +2:38             |                   |                   |
| Bronzová medaile              | SOOB Spartak Rychnov n.Kn. M. Drtík Libor Filip Milan Jirsa              | 2:33:26           | +6:54             | Bronzová medaile  | OK Jihlava Iva Pospíšilová Petra Smejkalová Jitka Boudná                         | 2:41:31           | +4:53             |                   |                   |
| << předchozí • následující >> |                                                                          |                   |                   |                   |                                                                                  |                   |                   |                   |                   |

Souhrnné informace naleznete v článku Mistrovství Československa v orientačním běhu štafet.